# Contrada della Quercia

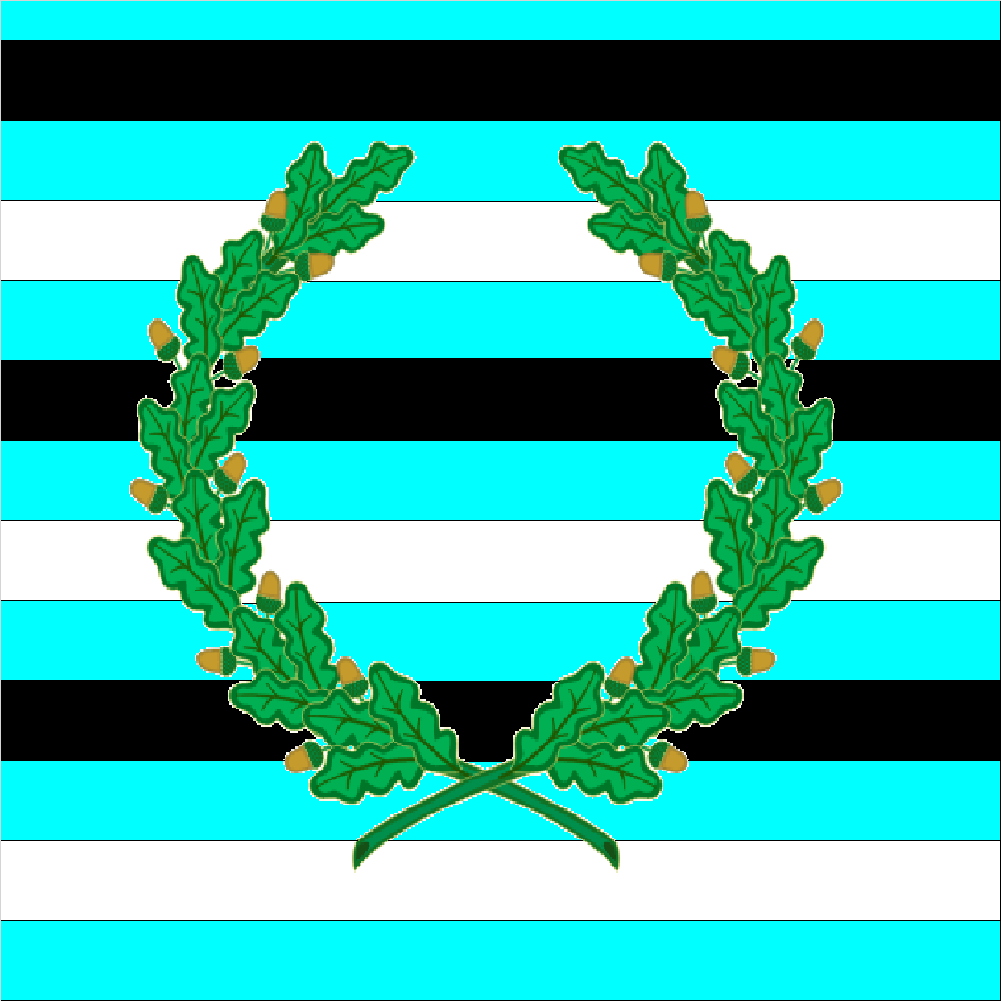
Il gonfalone della contrada della Quercia

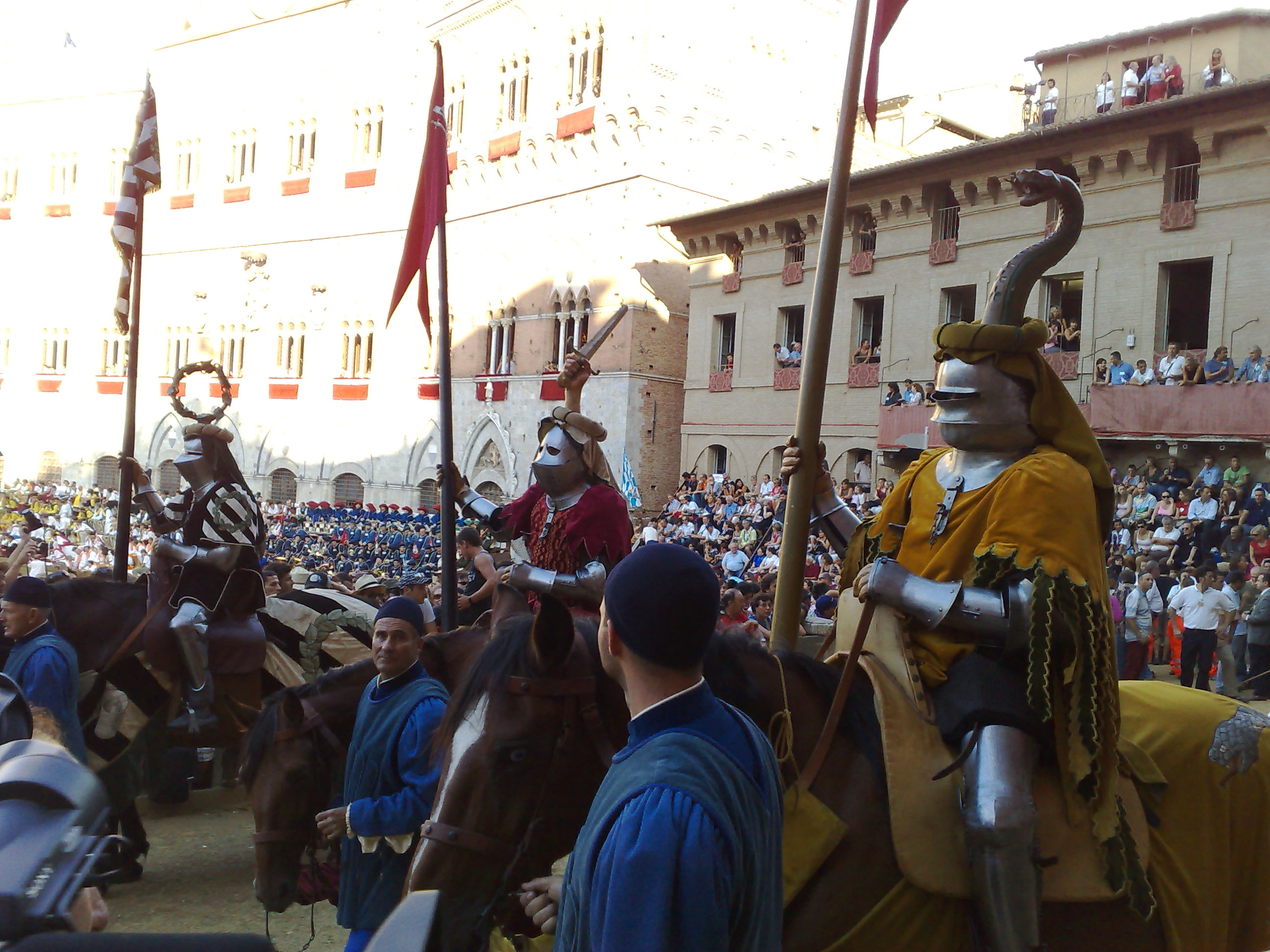
Il rappresentante della Quercia (a sin.) sfila nel Corteo Storico con Spadaforte e Vipera

La Contrada della Quercia è un'antica suddivisione della città toscana di Siena, non più esistente o "soppressa".

## Storia
La sua compagnia militare era "Monistero". Lo stemma era azzurro a liste bianche e nere con al centro una ghirlanda (detta "provenca" o "provenza") di quercia.
Era l'unica fra le contrade a trovarsi all'esterno delle mura, fuori porta San Marco, nella zona dove sorge il monastero di Sant'Eugenio Abate. Ciò grazie all'antico privilegio della cittadinanza senese concessa nel XV secolo agli abitanti della zona, per avere sventato un'incursione dei fiorentini che tentavano di attaccare la città da sud-ovest.
Ha sempre partecipato alle feste associata alla Contrada della Chiocciola.